# Paranemastoma karolianum
Espèce
Paranemastoma karolianum est une espèce d'opilions dyspnois de la famille des Nemastomatidae.

## Distribution
Cette espèce est endémique de Turquie. Elle se rencontre dans les provinces de Kastamonu, de Çankırı et de Trabzon.

## Description
Le mâle holotype mesure 3,5 mm.

## Systématique et taxinomie
Cette espèce a été décrite par en Çorak Öcal, Bayram, Yiğit & Sancak, 2017.

## Étymologie
Cette espèce est nommée en l'honneur de Sevinç Karol.

## Publication originale
- Çorak Öcal, Bayram, Yiğit & Sancak, 2017 : « Morphological study on a new opilionid species recorded from Turkey: Paranemastoma karolianus sp. n. (Opiliones: Nemastomatidae). » Korean Journal of Applied Entomology, vol. 56, no 3, p. 241–247.